# Linda Kierstan

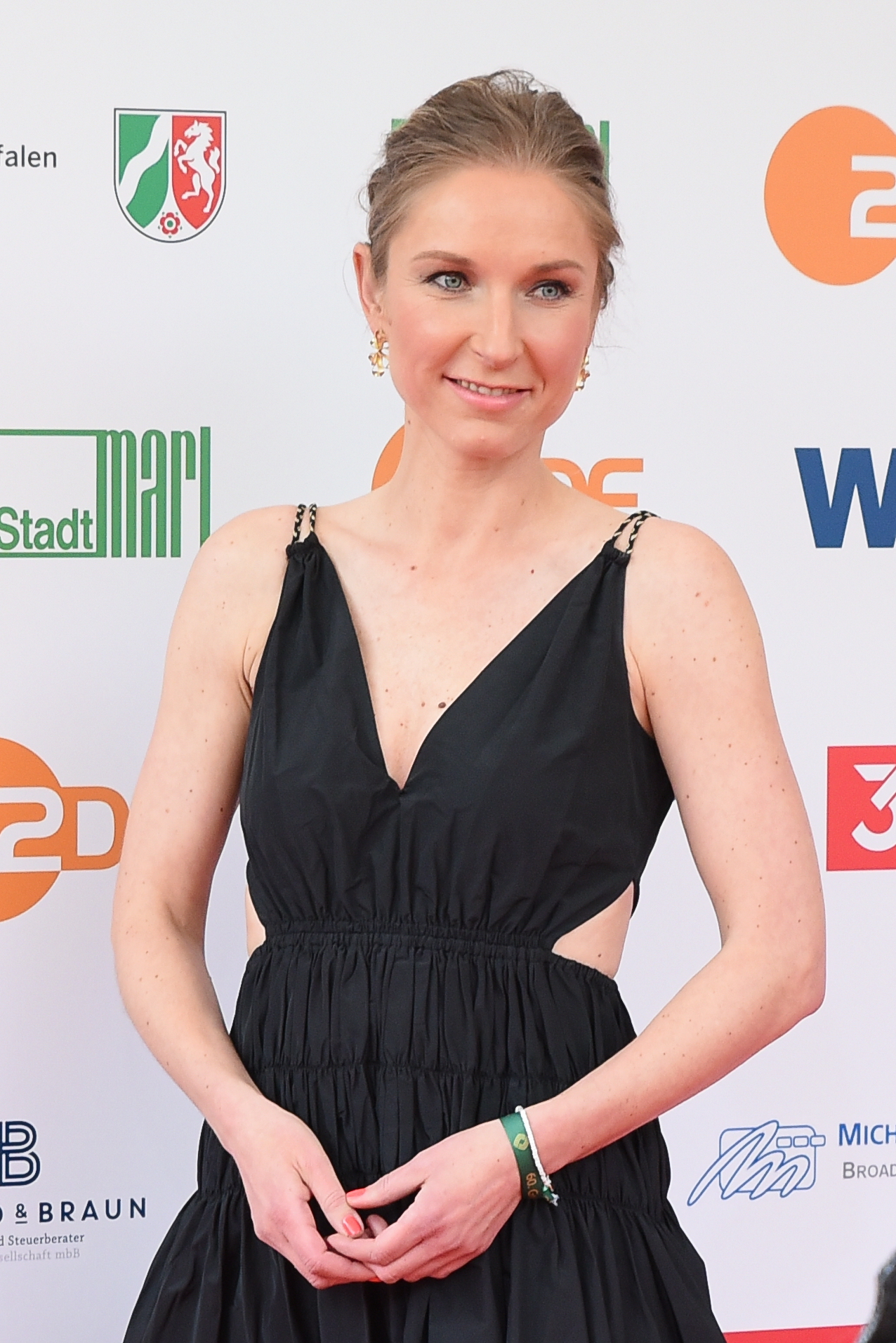
Linda Kierstan bei der Verleihung des Grimme-Preises 2024

Linda Kierstan (* 4. Juli 1984 in Cottbus) ist eine deutsche Journalistin und Fernsehmoderatorin.

## Leben und Karriere
Linda Kierstan studierte nach dem Abitur am Niedersorbischen Gymnasium Cottbus Medienmanagement. 2009 absolvierte sie ein einjähriges Volontariat im ZDF-Landesstudio Dresden und arbeitete im Anschluss als Reporterin im ZDF-Landesstudio Hannover, bevor sie als Redakteurin zur ZDF-Nachrichtensendung heute wechselte. 2013 erhielt sie das Internationale Medien-Stipendium der Sir-Hugh-Carleton-Greene Stiftung. Es folgte eine Mitarbeit bei einem Radiosender in Namibias Hauptstadt Windhoek. Im selben Jahr nahm sie am Journalistenprogramm der RIAS Berlin Kommission in den Vereinigten Staaten teil. 2015 wechselte sie in die ZDF-Hauptredaktion „Politik und Zeitgeschehen“. Hier arbeitete sie zunächst als Reporterin, Schlussredakteurin und Moderatorin der 3sat-Sendung auslandsjournal extra. 2017 war sie Teilnehmerin der Bucerius Summer School on Global Governance der Zeit-Stiftung.
Seit 2020 moderiert Kierstan die ZDF-Sendung heute – in Europa. Am 26. April 2024 erhielt das Team der Sendung in Marl den Grimme-Preis 2024 für seine „kontinuierlich exzellente Aufbereitung von europäischen Themen“.
Kierstan ist außerdem Live-Reporterin bei den ZDF-Sendungen zu den Landtagswahlen und moderierte verschiedene Sondersendungen des ZDF: Mein erstes Mal zur Europawahl (2019), 60. Jahrestag des Mauerbaus – Gedenkfeier aus Berlin (2021), heute – in Europa live vom G7 Gipfel in Elmau (2022), Jahrestag des russischen Überfalls auf die Ukraine – Übertragung aus dem Schloss Bellevue (2023), ZDF-Spezial zum 80. Jahrestag des Aufstands im Warschauer Ghetto (2023), heute – in Europa live aus Warschau nach den Parlamentswahlen (2023).